# 민병덕 (출판인)
민병덕(閔丙德,호는 靜山, 1934년 충청남도 출생)으로 한국의 출판인, 출판학자, 출판평론가, 문학박사이다.

## 주요경력
- 한국출판연구회 창립을 주도, 초대 간사로 활동 / 한국출판학회 창립에 주도적으로 참여.
- 혜전대학교 출판학과 교수, 출판학과장, 출판문화연구소장, 도서관장
- 한국정신문화연구원 민족문화대백과사전 편찬자문소위 위원
- 사단법인 한국출판학회 이사, ․부회장
- 한국언론연구원 매스컴사전 발간 편집자문위원
- 중앙대학교 신문방송대학원 출판잡지 전공 강사
- 인쇄대사전(인쇄문화출판사) 책임편집위원,
- 사단법인 한국출판학회 회장
- 제1회 국제 인쇄출판문화 학술회의(청주시 주최) 한국출판학회 주관.
- 중국출판과학연구소와 한국출판학회가 교차 주최로 한·중출판학술회의를 개최하기로 협약함.
- 현재, 사단법인 한국출판학회 고문

## 주요저서
- 한국근대신문연재소설연구-작품의 공감구조와 출판의 기능을 중심으로, 성균관대 대학원 박사논문, 1988.
- 대학에 출판학과 신설-학문적 체계화를, 새한신문, 1967.6.19.
- 출판학서설, 출판학 제1집, 현암사, 1969.8.
- 출판학연구방법론, 팔복원, 1993.
- 출판시장개방대응방안연구, 한국출판연구소, 1996.
- 편집론(편저), 정산미디어, 2012.
- 출판학원론(공저), 범우사, 1995.
- 현대사회와 출판(공저)
- 현대문학(공저), 동아출판사, 1985.
- 출판학서설(미노와 시게오 저), [역], 범우사
- 출판경영론(H. S. 베일리 Jr. 저), [역] 혜전대 출판학과, 1982.
- 도서출판의 역사(F. 그롤리에 저), [역] 을유문화사, 1984.
- 독서의 기술(모티머 J. 애들러, 찰즈 밴 도런 공저), [역], 범우사, 1986.
- 독서 로드맵(편역), 문화산업연구소, 2005.

등 출판 관계, 독서관계, 문학관계 기타 저서와 번역 등이 있다.

## 참고 문헌
- <학문에 대한 열정> ≪정산민병덕박사 화갑기념논문집―출판문화연구≫, 이종국, 인쇄문화출판사, 1993.
- <현암 선생과 한국출판학회> ≪현암 조상원≫(추모문집간행위원회 편), 민병덕, 현암사, 2001. 6. 15.
- <출판외길 44년―반세기 채우고 싶어-71세 민병덕 씨> ≪중앙일보≫, 신예리, 중앙일보사, 2005. 9. 27.